# L'Homme à la tête en caoutchouc
L'Homme à la tête en caoutchouc (De man met het rubberen hoofd) is een Franse korte stomme fantasyfilm uit 1901 geschreven en geregisseerd door Georges Méliès.
In deze film, behorende tot één der vroegste trucagefilms, wordt een levensecht hoofd met bewegende gelaatstrekken zo ver opgeblazen dat het ten slotte uit elkaar spat.